# Wierzbówka kiprzyca
Wierzbówka kiprzyca, wierzbówka wąskolistna (Chamaenerion angustifolium) lub wierzbownica kiprzyca (Epilobium angustifolium) – gatunek rośliny z rodziny wiesiołkowatych (Onagraceae). Polska nazwa gatunkowa pochodzi od liści wierzbówki, które podobne są do liści wierzby. Naukowa nazwa rodzajowa (Chamaenerion) wskazuje na podobieństwo rośliny do oleandra (gr. chamai = niski, nerion = oleander). Ujęcie systematyczne i nazwa naukowa zależy od ujęcia systematycznego – wyodrębnienia rodzaju wierzbówka Chamaenerion lub włączenia go w randze podrodzaju do rodzaju wierzbownica Epilobium.
Gatunek ma zasięg okołobiegunowy, występuje w Ameryce Północnej, Azji i w Europie. W Polsce jest rośliną pospolitą zarówno na niżu, jak i w górach. 

## Morfologia
ŁodygaZ kłącza wyrastają liczne łodygi o wysokości 50–150 cm (w sprzyjających warunkach nawet 2 m). Są one prosto wzniesione, obłe, pojedyncze lub rozgałęzione, nagie i często czerwono zabarwione.
LiścieUlistnienie skrętoległe, liście lancetowate do podłużnie eliptycznych, miękkie, siedzące lub krótkoogonkowe, z zaostrzonymi nasadami i końcami, o szerokości ponad 10 mm. Pod spodem są jaśniejsze i mają wystające unerwienie boczne. Posiadają wyraźny nerw brzeżny, a nerwy boczne wychodzą od głównego pod niemal prostym kątem. Górne liście przechodzą w przysadki.
KwiatyWyrastają w szczytowym gronie, mają średnicę 2–4 cm. Płatki korony różowoczerwone z lekkim fioletowym odcieniem, szerokie, płytko wycięte na szczycie lub ucięte, z krótkim paznokciem i przeważnie różnej wielkości (kwiaty słabo grzbieciste). Działki kielicha owłosione. Szyjka słupka z czterołatkowym znamieniem, zwykle odgięta. U jej nasady znajdują się miodniki. Pręcików 8, pozornie w jednym okółku.
OwocPrzylegająco szaro owłosiona torebka o długości do 8 cm, o klapach skręcających się przy otwarciu. Nasiona bardzo liczne, gładkie, z białym puchem.
Część podziemnaRoślina posiada krótkie, czołgające się kłącze, które wytwarza liczne, mięsiste rozłogi z wydłużonymi międzywęźlami. Okryte jest mięsistymi, białymi, skrętolegle ustawionymi łuskami.

## Biologia i ekologia
RozwójBylina, hemikryptofit. Kwitnie od lipca do sierpnia, kwiaty przedprątne, zapylane przez błonkówki. Wytwarzają bardzo duże ilości nektaru. Przedprątność występuje głównie u roślin rosnących na niżu, u roślin rosnących w górach słupek i pręcik dojrzewają równocześnie. Kwiaty zakwitają stopniowo od dołu ku górze łodygi. Nasiona rozsiewane przez wiatr. Rozmnaża się także przez kłącza.
SiedliskoJest głównie rośliną synantropijną, rośnie na skrajach lasów, wiatrołomach, porębach, żwirowiskach, terenach kolejowych, nieużytkach, przydrożach, łąkach i pastwiskach, ale także na siedliskach naturalnych – w lasach, głównie iglastych. Często tworzy duże i niemal jednogatunkowe łany. Roślina wskaźnikowa gleb próchnicznych, azotolubna. Rośnie szybko, i wykazuje dużą konkurencyjność w wyścigu o składniki pokarmowe i wodę. Na zasiedlonym terenie zagłusza inne rośliny tworząc gęste, jednogatunkowe, zwarte łany. W górach występuje aż po piętro kosówki, na niektórych dawnych halach tatrzańskich zarasta znaczną ich powierzchnię. Rośnie zarówno na podłożu granitowym, jak i na wapieniu, W klasyfikacji zbiorowisk roślinnych gatunek charakterystyczny dla klasy (Cl.) Epilobietea angustifolii, związku zespołów (All.) Epilobion angustifolii oraz Ass. Senecioni-Epilobietum.
GenetykaLiczba chromosomów 2n= 36.
Oddziaływania międzygatunkoweNa nadziemnych pędach wierzbówki kiprzycy pasożytuje wiele gatunków grzybów: Sphaerotheca epilobii, Pucciniastrum epilobii, Puccinia pulverulenta, Coniothyrium conoideum, Coremiella cubispora,  Lachnum clavigerum, Phaeoramularia punctiformis, Venturia maculiformis,  Septoria epilobii, Septoria alpicola, na korzeniach opieńka miodowa (Armillaria mellea). Liczne gatunki grzybów jako saprotrofy rozwijają się na obumarłych pędach wierzbówki. Krowy, owce i konie nie jedzą wierzbówki.

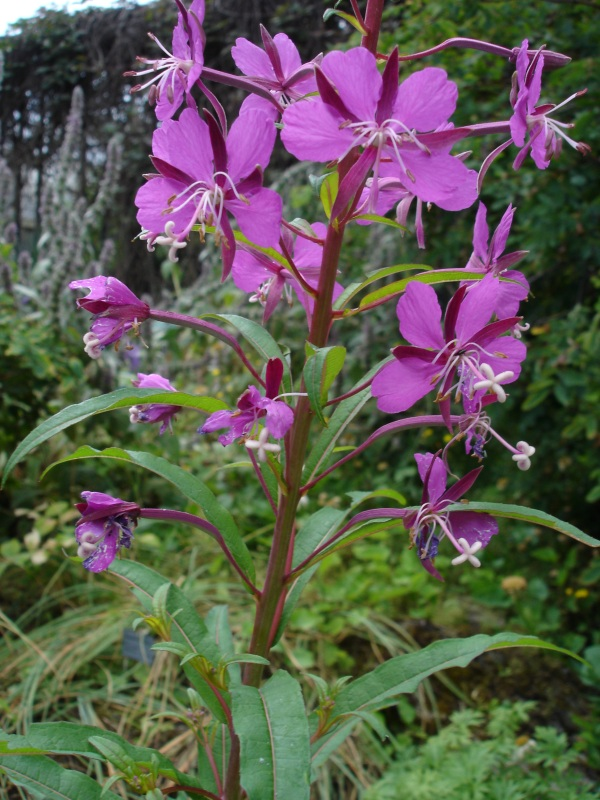
Kwitnący pęd
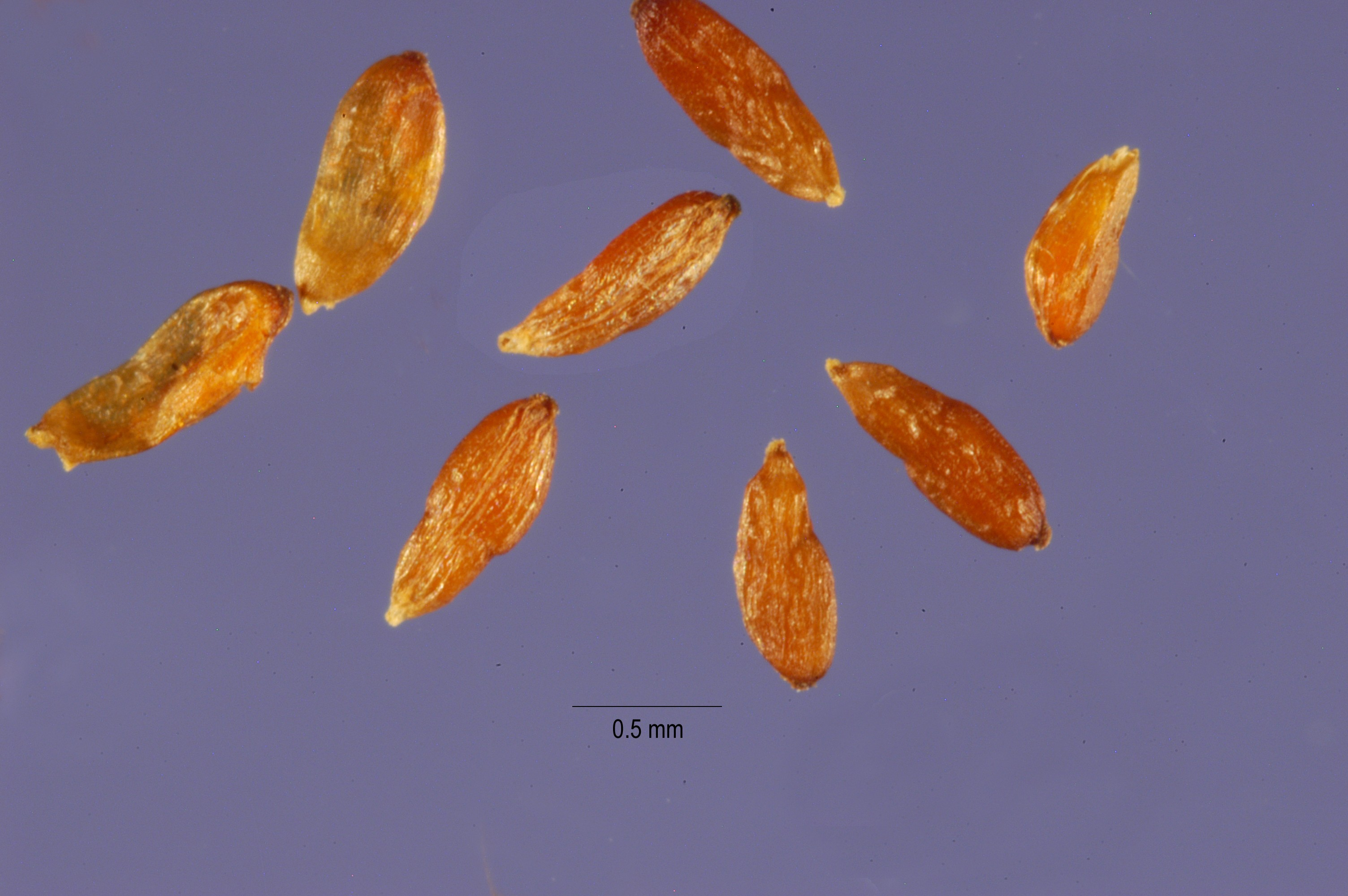
Nasiona
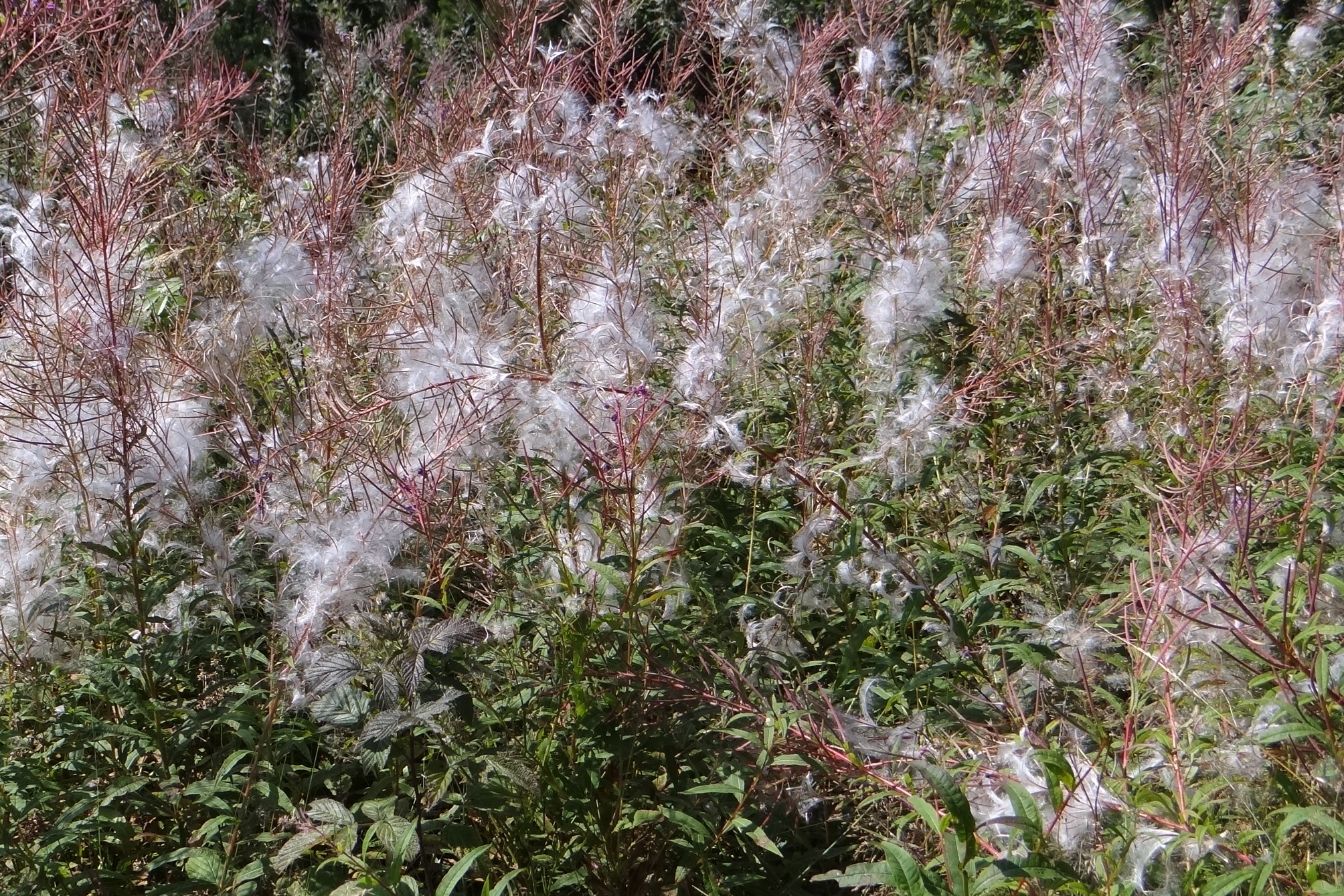
Po przekwitnięciu
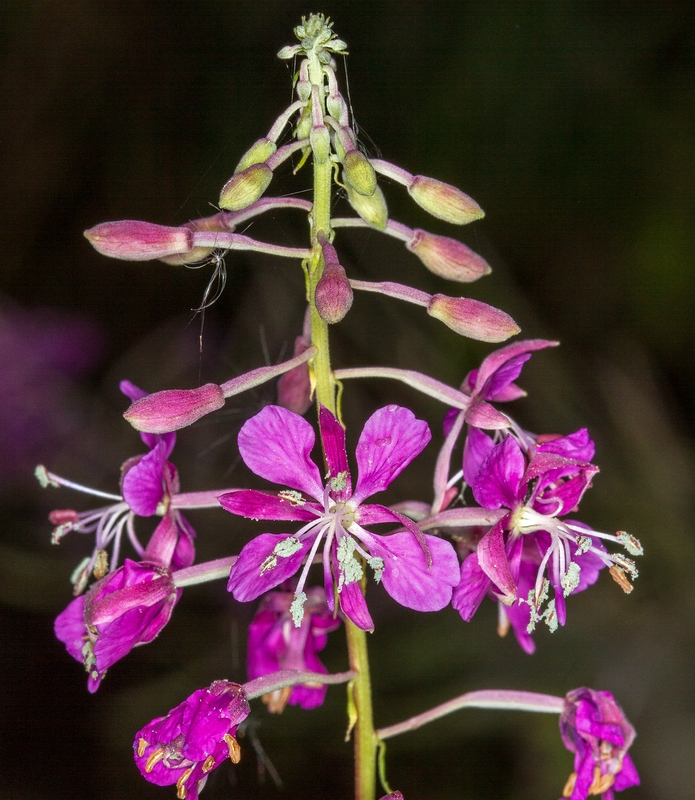
Kwiatostan
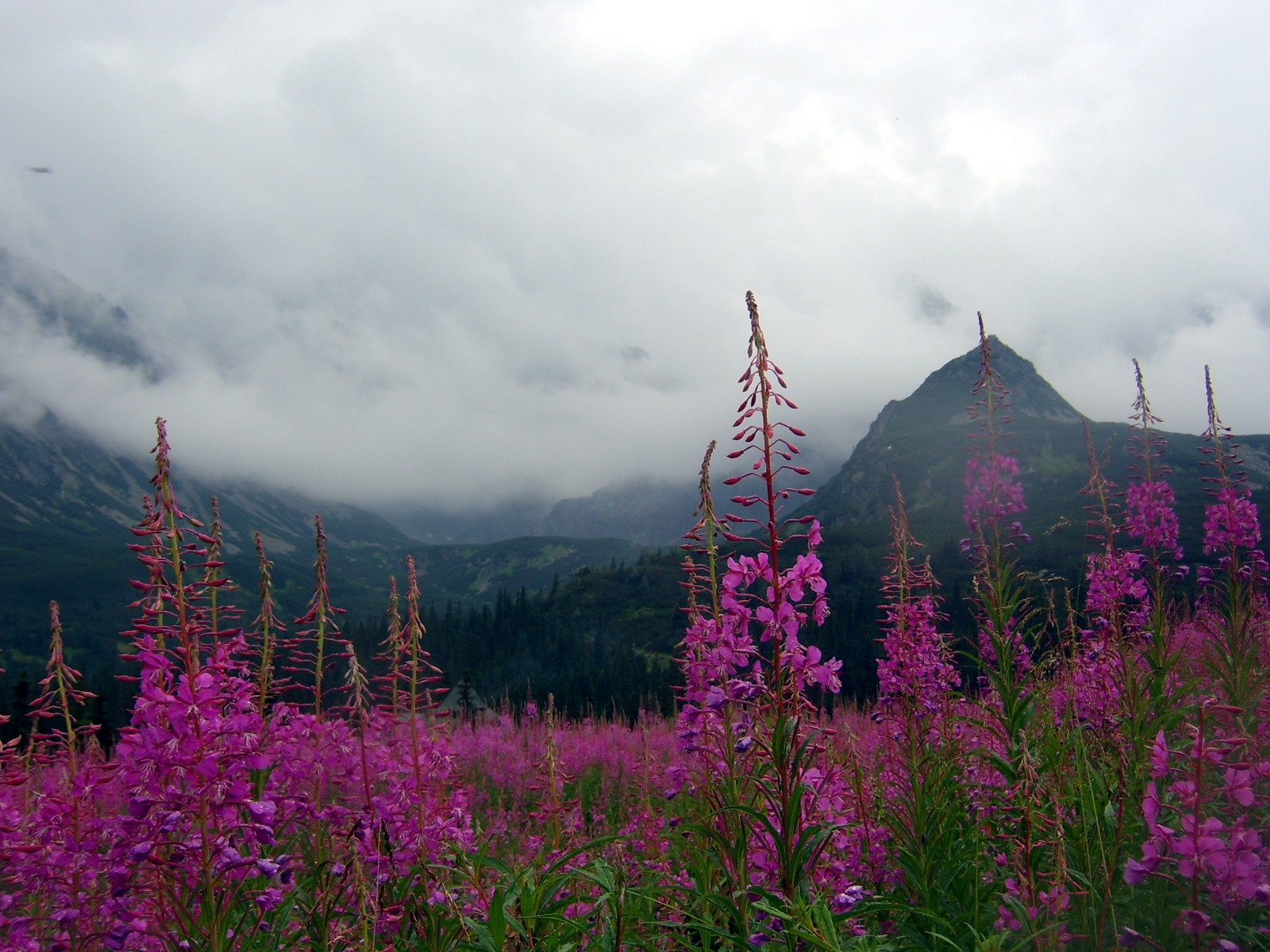
Wierzbówka w Dolinie Gąsienicowej w Tatrach
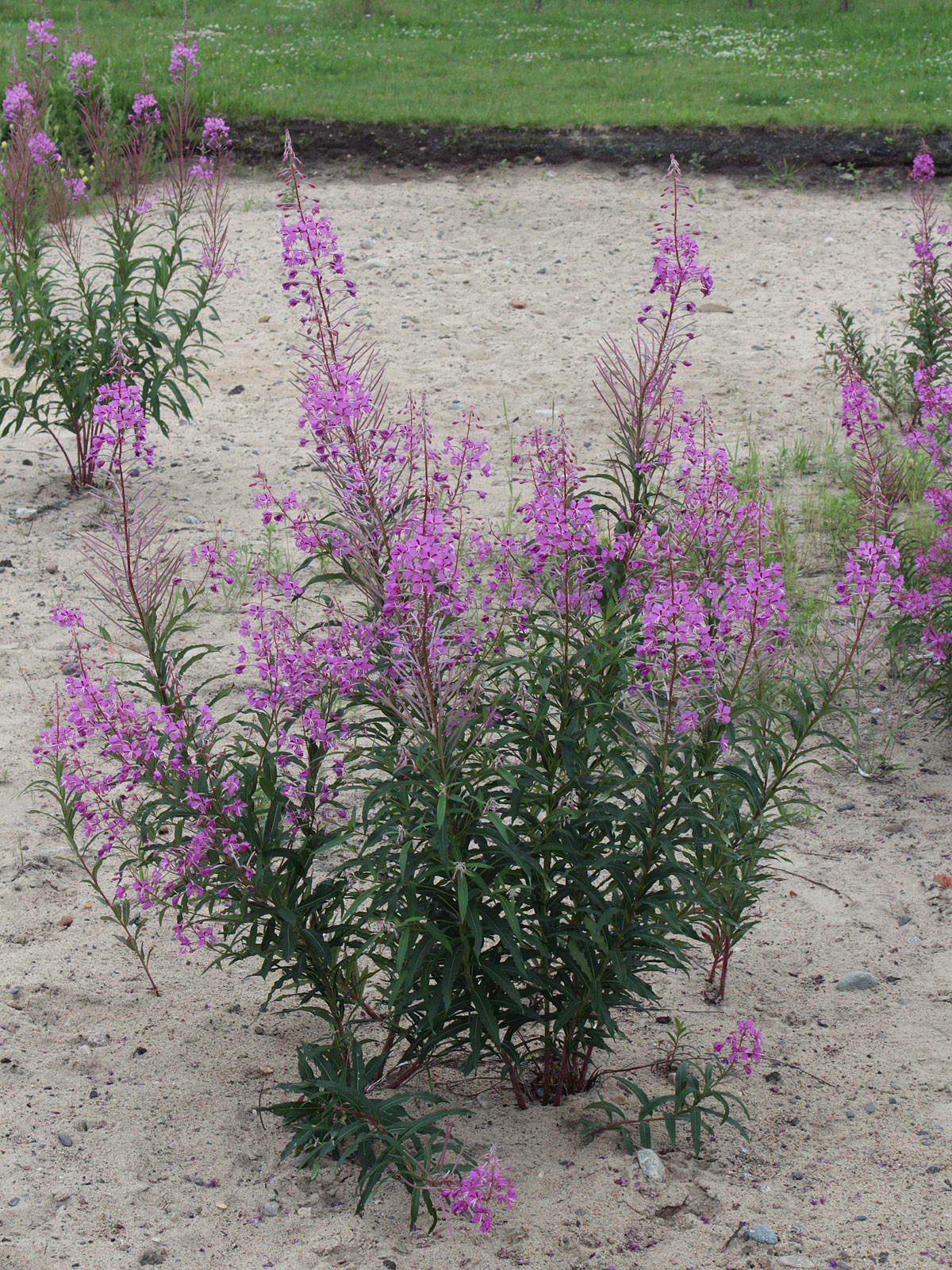
Pokrój

## Zastosowanie i znaczenie
- W Anglii i Rosji ze świeżych liści gotowano dawniej namiastkę herbaty, a młode pędy i liście spożywane były na surowo jako warzywo. W Rosji herbatę taką sporządzano z liści suszonych. Na surowo jadali młode pędy również mieszkańcy Kamczatki, w Kanadzie jedzono je po ugotowaniu. Młode pędy, szczególnie te nabiegłe na czerwono, były zjadane na surowo po obraniu skórki, lub po ugotowaniu przez Inuitów i niektóre plemiona indiańskie (np. Czarne Stopy). Jadalne są także kłącza wierzbówki[18].
- Z jej puchu kielichowego wykonywano knoty do świec[14].
- W dawnej medycynie ludowej była stosowana jako roślina lecznicza[11]. Zawiera witaminę C i prowitaminę A[10].
- Roślina miododajna o dużej wydajności miodowej. Z jednego ha zajętej przez nią powierzchni pszczoły wytwarzają około 600 kg miodu[19].
- Jest chwastem. Na polach uprawnych nie stanowi problemu – pojawia się rzadko i tylko na ich obrzeżu i na miedzach. Jest natomiast rośliną niepożądaną na łąkach i pastwiskach. Zagłusza tutaj inne, cenne rolniczo rośliny łąkowe, sama zaś jest dla zwierząt gospodarskich bezwartościowa. Nie stosuje się ochrony chemicznej. Zazwyczaj systematyczne koszenie łąk i wykaszanie jej łanów na pastwiskach stopniowo doprowadza do jej wyginięcia. Ważną rolę odgrywa także wykaszanie jej łanów na miedzach, obrzeży i pobliskich nieużytków[14].
- Ze względu na obficie zakwitające późnym latem kwiaty jest uprawiana jako roślina ozdobna. Jest łatwa w uprawie. Może być uprawiana z nasion, lub przez podział kłączy. Ze względu na ekspansywne rozrastanie się wymaga przycinania pędów i korzeni oraz usuwania przekwitniętych kwiatostanów, aby zapobiec samowysiewaniu się nasion[13].